# Corypha taliera
Corypha taliera là loài thực vật có hoa thuộc họ Arecaceae. Loài này được Roxb. mô tả khoa học đầu tiên năm 1820.